# Сновский район
Сно́вский райо́н (укр. Сновський район; в 1935—2016 гг. — Що́рский райо́н) — административно-территориальная единица, существовавшая с 1923 по 2020 год. В 1923—1925 годах район входил в состав Черниговского округа Черниговской губернии Украинской Социалистической Советской Республики Советского Союза, с 1925 по 1930 год — в состав того же округа, входящего напрямую в состав Украинской ССР. С 27 февраля до 15 октября 1932 года район входил в состав Киевской области, а с октября 1932 года до упразднения в июле 2020 года — в состав Черниговской области УССР (до 1991 г.) и независимой Украины. Административный центр — город Сновск (в 1935—2016 гг. — Щорс).

## География
Сновский район располагался на севере Черниговской области. На востоке район граничил с Корюковским, на юге — с Менским, на западе — с Городнянским районами Черниговской области, а на севере — с Климовским районом Брянской области России. Расстояние до областного центра по железной дороге — 249 км, автомобильными дорогами — 72 км.
Природные условия: климат умеренно-теплый, мягкий, с достаточной влажностью.
Почвы дерново-подзолистые и оподзоленные.
Район находился в зоне смешанных лесов. Площадь лесов − 40 182 га, основные породы — сосна, береза, дуб. Площадь водного зеркала рек, озёр, прудов — 1585 га, главная — река Снов.
Полезные ископаемые — нерудные (торф, песок и глина).
Природно-заповедный фонд Сновского района был представлен 28 природоохранными объектами местного значения и двумя общегосударственного значения (гидрологический заказник Болото Мох и гидрологический памятник природы Гальский мох): 22 заказника (20 гидрологических, 2 ботанических), 3 памятника природы (2 ботанических, 1 гидрологический), 2 урочища. Крупнейшие объекты: гидрологический заказник Снов площадью 7 486 га и ботанический заказник Вершины — 661 га.

## История
Сновский район был создан в апреле 1923 года.
С 1923 по 1930 год он входил в состав Черниговского округа, который до лета 1925 года входил в состав Черниговской губернии, а затем находился в прямом подчинении Украинской Социалистической Советской Республике. После упразднения округа в июле 1930 года Сновский район был подчинён напрямую союзной республике.
27 октября 1932 года Сновский район вошёл в состав Киевской области, а 15 октября того же года — в состав вновь образованной Черниговской области.
После переименования райцентра города Сновска в Щорс в июле 1935 года район был переименован в Щорский.
В соответствии с первым пятилетним планом развития народного хозяйства СССР в мае 1931 года в райцентре была создана районная МТС.
В ходе Великой Отечественной войны с 27 августа 1941 до 21 сентября 1943 года территория района находилась под немецкой оккупацией. При отступлении немецкие войска разрушили райцентр.
В 1957 году основой экономики района являлось сельское хозяйство, здесь имелись посевы зерновых (рожь, ячмень, пшеница), льна, конопли и картофеля, развивалось мясо-молочное животноводство, действовали МТС, плодоовощеводческий совхоз и шесть сельских электростанций.
21 января 1959 года к Щорскому району была присоединена часть территории упразднённого Тупичевского района, а 30 ноября 1960 года — части территорий упразднённых Березнянского и Корюковского районов.
В феврале 1965 года границы Щорского района изменились, в его состав были включены Александровский сельсовет и Тютюнницкий сельсовет Менского района.
В 1960-е годы промышленные предприятия райцентра были реконструированы, а районная МТС — реорганизована (сначала в ремонтно-техническую станцию, а затем в райсельхозтехнику). В 1967 году в Щорсе были открыты ПТУ и широкоэкранный кинотеатр «Космос», в конце 1970 года — создана передвижная механизированная колонна (выполнявшая строительные и ирригационные работы).
В 1983 году на территории района насчитывалось 57 населённых пунктов (1 город и 56 сел) в составе одного горсовета и 20 сельсоветов; основой экономики являлись сельское хозяйство, лесное хозяйство (общая площадь лесов в это время составляла 36,8 тыс. га) и пищевая промышленность. Основными направлениями сельского хозяйства являлись выращивание зерновых культур (в основном, ржи), картофеля и льна, а также откорм крупного рогатого скота. Общая площадь обрабатываемых земель составляла 127,5 тыс. га (в том числе 42,3 тыс. га пашни и 31,7 тыс. га пастбищ и покосов). Общая протяжённость автомобильных дорог составляла 265 км (из них 191 км составляли дороги с твёрдым покрытием). Крупнейшими предприятиями были мебельная фабрика, завод продтоваров, маслозавод и комбинат бытового обслуживания. Также на территории района действовали 19 колхозов, 3 совхоза, 7 межколхозных объединений (лесхоз, межколхозная строительная организация, объединение по заготовке кормов и др.), райсельхозтехника и райсельхозхимия, две железнодорожные станции (Щорс и Камка), ПТУ, 30 общеобразовательных школ, 1 музыкальная школа, 1 спортивная школа, 7 больниц и 29 иных лечебных учреждений, 40 Домов культуры и клубов, 1 кинотеатр, 44 киноустановки, 35 библиотек и четыре музея (мемориальный музей Н. А. Щорса и музей комсомольской славы в Щорсе, музей дружбы народов в селе Клюсы и музей партизанской славы в селе Елино).
В марте 1989 года на территории района было создано агропромышленное объединение «Снов», в состав которого вошли 18 колхозов, 2 совхоза, лесхоз, Щорский комбикормовый завод, Щорский маслозавод, консервный завод в селе Турья, райсельхозтехника и райсельхозхимия, районная ветеринарная лаборатория, районная станция защиты растений и 8 иных предприятий и организаций Щорского района.
После провозглашения независимости Украины район оказался на границе с Россией и Беларусью, он находится в зоне ответственности Черниговского пограничного отряда Северного регионального управления ГПСУ.
6 марта 1992 года село Носовка было включено в состав города Щорс.
В мае 1995 года Кабинет министров Украины утвердил решение о приватизации находившегося в городе Щорс механического завода, в июле 1995 года было утверждено решение о приватизации завода продтоваров и всех трёх совхозов на территории района.
12 мая 2016 года Верховная Рада Украины переименовала Щорский район в Сновский район.
В январе 2017 года численность населения района составляла 23,6 тыс. человек, на его территории насчитывалось 56 населённых пунктов (1 город и 55 сел) и действовали 8 промышленных предприятий (в том числе, мебельная фабрика, завод продтоваров, Новоборовицкий спиртзавод и лесхоз), основой экономики являлось сельское хозяйство.
17 июля 2020 года в результате административно-территориальной реформы вошёл состав Корюковского района.

## Известные уроженцы
- Мороз, Николай Кириллович (21.12.1921, село Хотуничи—09.11.1992, Турья) — кавалер ордена Славы трёх степеней[17].
- Озерский, Юрий Иванович — украинский советский политический и государственный деятель.
- Рахлин, Илья Яковлевич — руководитель Ленинградского мюзик-холла.
- Рахлин, Натан Григорьевич — дирижёр.
- Рыбаков, Анатолий Наумович — русский советский писатель.
- Щорс, Николай Александрович (25 мая (6 июня) 1895 — 30 августа 1919) — офицер военного времени Русской императорской армии, затем — командир украинских красногвардейских повстанческих формирований, начальник дивизии Красной Армии времён Гражданской войны в России.

## Исчезнувшие населённые пункты
- Коровное